# Медко, Александр Алексеевич
Александр Алексеевич Медко́ (укр. Олександр Олексійович Медко́; 5 мая 1952, Запорожье, СССР — 23 февраля 2020, Запорожье, Украина) — украинский поэт, переводчик, член Национального союза писателей Украины, глава Запорожской организации НСПУ (2017—2020).

## Биография
Родился 5 мая 1952 г. в Запорожье.
В конце 60-х гг., в связи с назначением отца Александра корреспондентом Всесоюзного радио по Дальнему Востоку, Медко переехал во Владивосток. Там в 1975 году окончил филологический факультет Дальневосточного государственного университета.
Работал штатным корреспондентом на радио, затем служил на Сахалине и Курильских островах в полку радиоразведки ГРУ.
В 1973 году вернулся в Запорожье, устроился работать на радио.
В конце 1970-х ушёл из журналистики, начал работать бытовым фотографом.
Писать стихи на русском языке начал приблизительно с 14 лет. Творчески дебютировал в 2011 году публикацией подборкой стихов в журнале «Хортица» (№ 1).
Свою первую книгу, сборник стихов «Хора», издал весной 2015 года. После этого, по одному сборнику в год, издал (на украинском языке) «Бытие и пустота» (укр. «Буття і порожнеча» (2016), «Категория sacrum» (укр. «Категорія sacrum» (2017), «О природе» (укр. «Про природу» (2018), «Прозрачная граница языка» (укр. «Прозора межа мови» (2019).
В 2016 году стал членом Национального союза писателей Украины, а в декабре 2017 года — возглавил Запорожскую организацию НСПУ.
В 2019 году стал лауреатом международной литературной премии имени Григория Сковороды «Сад божественных песен» за глубокое философское осмысление реальности и переводы древнегреческого поэта-философа Парменида в книге «Бытие и пустота».
Умер 23 февраля 2020 года в Запорожье. Похоронен на Капустяном кладбище в Запорожье.